# Eisriesenwelt
Eisriesenwelt (v nemščini) ali Veliki ledeni svet, je jama v bližini Werfna v Avstriji, približno 40 km južno od Salzburga. Jama je nastala v notranjosti apnenčaste gore Hochkogel (2283 m) v pogorju Tennengebirge v Alpah. To je največja ledena jama na svetu, jamski sistem je dolg več kot 42 km. 

## Nastanek jam
Alpe so nastajale v procesu orogeneze, ko se je Afriška plošča podrivala pod evrazijsko. Še danes Alpe rastejo 1 mm na leto, vendar se zaradi stalne erozije pogorje ne dviguje. Rezultat dvigovanja so tudi tektonske razpoke in nastanek praznih prostorov v gorah. Zaradi vpliva pronicajoče vode so se oblikovali podzemni prehodi in se večali kot posledica raztapljanja kamnine (korozija) in zaradi erozije vode. Seveda je bilo za nastanek jam kot so Eisriesenwelt potrebni milijoni let. Gore Tennengebirge so nastale v času poznega terciarnega obdobja, v času Wurmske poledenitve v pleistocenu. Območje teh gora je največja kraška planota v Salzburških Alpah.
Da pa jamo imenujemo ledeno, morajo v njej ledene strukture obstati vse leto. Pogoj za to je, da imajo jame sistem praznih prostorov in en vhod na relativno nizki nadmorski višini, drugega pa precej višje. Tak sistem in pa stalna temperatura kamnin 8 stopinj Celzija povzroča močan tok zraka tako pozimi kot poleti. V jami je tako stalna temperatura okoli ledišča in rezultat je, da pronicajoča voda zmrzne in tvori ledene skulpture. Seveda pa morajo biti tudi padavine (pozimi dovolj snega) in temperature (poleti dovolj visoke) primerne, da pride voda v jame.
Led v jami Eisriesenwelt je star samo približno 1000 let, kar je glede na starost jam (50 do 100 milijon let) malo.

## Zgodovina
Oktobra 1879 je alpinist in speleolog Anton von Posselt-Csorich (*1854, †1911) kot prvi človek vstopil v začetni del jame. Prodrl je samo 200 m globoko, led je bil zanj prestrm in imel je slabo opremo za nadaljevanje raziskovanja. Leta 1880 je o tem poročal v gorniški reviji Planinske zveze Avstrije, vendar se je na poročilo hitro pozabilo. V jami je s črnim križem na skali oznaka (Posselt-Cross) do kam je prišel.
Alexander von Mörk, speleolog iz Salzburga, eden redkih ljudi, ki so se spomnili na Posseltovo odkritje, je leta 1912 pričel z raziskovanjem jame. Kmalu so mu sledili tudi drugi raziskovalci. Von Mörk je bil ubit v prvi svetovni vojni leta 1914. Njegova žara s pepelom leži v niši kapelice v jami. Od leta 1919 dalje je raziskave vodil salzburški odvetnik Oedl Friderik (1894-1969), ki je leta 1920 za raziskovalce zgradil tudi prvo kočo Forscherhütte. Takrat so zgradili tudi prve poti do gore. Kmalu po prihodu raziskovalcev so začeli prihajati tudi turisti. Kasneje je bila zgrajena še koča dr. Oedla in pot iz Werfna in Tännecka.
Leta 1955 je bila zgrajena še žičnica, ki je skrajšala 90-minutni peš vzpon na nekaj minut vožnje. Jama Eisriesenwelt v lasti avstrijske zvezne komisije za gozdove (Österreichischen Bundesforste), ki jo oddaja v najem salzburškemu Združenju za raziskovanje jam (Salzburger Verein für Höhlenkunde) od leta 1928. Komisija za gozdove zato prejema delež sredstev od prodanih vstopnic.

## Turizem
Iz naselja Werfen vodi 6 km dolga gorska cesta, ki ima mestoma tudi 20 % vzpon, do vstopne zgradbe v park, ki je na nadmorsski višini 1000 m. Od tu dalje pelje pešpot najprej skozi krajši predor, nato strmo po pobočju, preko manjšega viadukta do spodnje postaje kabinske žičnice na nadmorski višini 1084 m. Do tu potrebujemo dobrih 20 minut. Žičnica potegne na višino 1586 m. Potrebnih je še dvajset minut vzpona do vhodne jame na višini 1641 m, kjer skupinam obiskovalcev razdelijo karbidovke in pohod skozi jamo se prične. Približno 700 stopnic (ali 134 m) navzgor in prav toliko navzdol je potrebnih za ogled.
Temperature v notranjosti jame so običajno pod lediščem, zato so topla oblačila dobrodošla. Ob vstopu obiskovalce najprej preseneti močan curek hladnega zraka, takoj za tem pa pridejo v Posseltovo dvorano s stalagmitom v sredini, imenovanim Posseltov stolp. Ko pridemo mimo stolpa naletimo na črn križ na steni jame, ki označuje najbolj oddaljeno točko raziskovanja Antona Posselta. Od tam lahko vidimo velik nasip ledu, ki se dviga 20 metrov visoko in 40 m v širino in predstavlja največjo površino ledu v jami. Naslednja skulptura je grad Hymir visok 15 m in premera 40 m, poimenovan po velikanu iz skandinavske mitologije. Tukaj stalaktiti ustvarjajo tvorbo imenovano Friggijina zavesa (Frigga je pomembna nordijska poganska boginja, Odinova žena). V nadaljevanju pridemo do katedrale Alexandra von Mörka. Je eden največjih prostorov v jami (60 m dolžine, 30 m širine in 35 m višine) in zadnje počivališče von Mörkove žare. Na koncu ogleda pridemo do Ledene palače, ki je kilometer v globino jame ter 400 metrov pod površjem gore. Tukaj je tudi najvišja točka, nadmorska višina je 1775 m. Obiskovalci se morajo obrniti in se delno po krožni poti, tudi skozi umetni predor v ledu, vrniti do vhoda, kjer se ogled konča. Krožna pot v jamo traja približno eno uro in 15 minut. 
Jama je odprta od 1. maja do 26. oktobra v letu.